# Episodi di Colombo (quinta stagione)
La quinta stagione della serie televisiva Colombo, composta da 6 episodi, è stata trasmessa sul canale statunitense NBC dal 14 settembre 1975 al 2 maggio 1976.
In Italia è stata trasmessa su Rai 2 dal 19 luglio 1978 al 7 febbraio 1982.
| nº | Titolo originale             | Titolo italiano              | Prima TV USA      | Prima TV Italia  |
| -- | ---------------------------- | ---------------------------- | ----------------- | ---------------- |
| 1  | Forgotten Lady               | L'ultima diva                | 14 settembre 1975 | 20 dicembre 1981 |
| 2  | A Case of Immunity           | Un caso d'immunità           | 12 ottobre 1975   | 13 dicembre 1981 |
| 3  | Identity Crisis              | Doppio gioco                 | 2 novembre 1975   | 14 febbraio 1982 |
| 4  | A Matter of Honor            | Una questione d'onore        | 1º febbraio 1976  | 19 luglio 1978   |
| 5  | Now You See Him              | L'illusionista               | 29 febbraio 1976  | 28 agosto 1979   |
| 6  | Last Salute to the Commodore | L'ultimo saluto al commodoro | 2 maggio 1976     | 7 febbraio 1982  |

## L'ultima diva
- Titolo originale: Forgotten Lady
- Diretto da: Harvey Hart
- Scritto da: William Driskill

### Trama
Grace Wheeler, famosa attrice e ballerina nei suoi splendenti anni di maturità, conclude un contratto per la realizzazione di un nuovo musical che la vede come protagonista. Il marito, Henry Willis, non vuole però concederle il prestito finanziario necessario ad avviare la produzione. Colombo giunge alla villa della coppia dopo aver ricevuto una chiamata d'emergenza: durante la notte Henry Willis è stato trovato morto nella sua camera da letto, apparentemente suicidatosi.
- Guest star: Janet Leigh (Grace Wheeler), Sam Jaffe (Henry Willis), John Payne (Ned Diamond)
- Nota. Nella fase iniziale, il cameriere porta un vassoio con acqua e latte, ma è già presente sul comodino, nella scena precedente, per poi scomparire successivamente.
- Nota. In questo episodio si vede Colombo indossare per la prima volta un abito elegante, diverso dal suo famoso impermeabile. Lo stesso abito elegante appare anche nell'episodio seguente, Un caso di immunità. Colombo afferma che glielo ha prestato il cognato, che di lavoro fa il cameriere.
- Nota. Il vecchio film in cui appare Grace Wheeler, e che lei rivede più volte, è Walking My Baby Back Home (1953), interpretato dalla stessa protagonista Janet Leigh.
- Nota. È l'unico caso in cui Colombo, pur conoscendo l'assassino, non procede con l'arresto.

## Un caso d'immunità
- Titolo originale: A Case of Immunity
- Diretto da: Ted Post
- Scritto da: Lou Shaw

### Trama
Hassan Salah, responsabile della Legazione dello stato arabo di Suari, è un diplomatico conservatore, in aperta opposizione al nuovo stile di governo del giovane re appena salito al trono, che invece ha una visione politica modernista. Complottando alle sue spalle, Hassan decide di uccidere il responsabile della sicurezza reale facendo ricadere la colpa dell'omicidio su un altro dipendente della legazione. Sulla scena del delitto Colombo scopre subito elementi che indirizzano le sue indagini proprio verso Hassan Salah, ma incolparlo sarà difficile in quanto egli è protetto da immunità diplomatica. Alla fine, è meglio per il colpevole confessare.
- Guest star: Héctor Elizondo (Hassan Salah), Sal Mineo (Rachman Habib), Jeff Goldblum (non accreditato)

## Doppio gioco
- Titolo originale: Identity Crisis
- Diretto da: Patrick McGoohan
- Scritto da: William Driskill

### Trama
A.J. Henderson, agente in borghese della CIA sotto il nome in codice Geronimo, deve incontrarsi, per uno scambio di informazioni riservate, con un altro agente, Nelson Brenner. Quest’ultimo, che lo credeva morto, gli doveva dei soldi da una precedente missione cui avevano partecipato insieme. Brenner, non volendo risarcirlo, uccide Henderson. Colombo giunge subito sulla scena del crimine ma le sue indagini sono ostacolate dal direttore stesso della CIA, che vuole proteggere a tutti i costi i segreti del suo infiltrato. Lo spirito di giustizia di Colombo sarà duro a morire. 
- Guest star: Leslie Nielsen (A.J. Henderson), Patrick McGoohan (Nelson Brenner)
- Nota. In questo episodio recita, nei panni di un diverso personaggio, Leslie Nielsen, già comparso nell'episodio della prima stagione intitolato Incidente premeditato.
- Il direttore della CIA si identifica con il nome di Agente segreto X-9. Questo è un riferimento a un personaggio dei fumetti creato da Alex Raymond, famoso per avere creato anche il leggendario personaggio di Flash Gordon.

## Una questione d'onore
- Titolo originale: A Matter of Honor
- Diretto da: Ted Post
- Scritto da: Brad Radnitz

### Trama
Luis Montoya, un leggendario matador, decide di uccidere Hector Rangel, il suo più fidato assistente, poiché questi è a conoscenza di un segreto inconfessabile: Montoya non è l'uomo coraggioso che tutto il suo pubblico crede che sia, infatti non è più in grado di affrontare un vero toro nell'arena, avendo paura di ferirsi nuovamente ad una gamba come successe anni prima. Colombo, in Messico per una vacanza, indaga sull'omicidio su richiesta dell'ispettore locale, che ha paura di accusare ufficialmente Montoya di omicidio.
- Guest star: Ricardo Montalbán (Luis Montoya), Robert Carricart (Hector Rangel)

## L'illusionista
- Titolo originale: Now You See Him
- Diretto da: Harvey Hart
- Scritto da: Michael Sloan

### Trama
Jesse Jerome, proprietario di un locale di cabaret, intende ricattare il suo più famoso artista, il mago Santini, per estorcergli la metà dei suoi incassi. Jerome ha infatti scoperto che il vero nome di Santini è Stefan Müller, un ex nazista appartenuto alle SS. Allarmato dal timore che tale inconfessabile segreto possa essere rivelato, Santini, temendo anche per la sua carriera, decide di mettere a tacere per sempre l’uomo. Jerome viene così rinvenuto cadavere nel suo ufficio e al tenente Colombo sono affidate le indagini.
- Guest star: Nehemiah Persoff (Jesse Jerome), Jack Cassidy (Santini), Robert Loggia (Harry Blandford)
- Nota. Jack Cassidy interpretò altre due volte l'assassino, in altrettanti episodi della serie: in Un giallo da manuale (Murder by the Book), nella prima stagione, e in Un killer venuto dal Vietnam (Publish or perish), nella terza stagione.
- Nota. In questo episodio si vede per la prima volta Colombo indossare un impermeabile diverso dal solito: il nuovo trench è un regalo della moglie per il suo compleanno, ma egli afferma di non riuscire a pensare con indosso il nuovo indumento.

## L'ultimo saluto al commodoro
- Titolo originale: Last Salute to the Commodore
- Diretto da: Patrick McGoohan
- Scritto da: Jackson Gillis

### Trama
Il commodoro Otis Swanson è intenzionato a cedere il suo proficuo e redditizio cantiere navale, ritenendo indegni i possibili successori: Charles Clay, il genero, è un uomo avido e privo di scrupoli, Joanna Clay, la figlia, è una donna alcolizzata e succube del marito, e anche sul nipote non si può fare affidamento. Swanson sembra essere ucciso proprio da Clay, ma, quando Colombo, cui sono affidate le indagini, è sulle sue tracce, lo stesso Clay viene rinvenuto morto. La lista dei sospettati si allunga.
- Guest star: John Dehner (Otis Swanson), Robert Vaughn (Charles Clay), Diane Baker (Joanna Clay)
- Nota. Questa è la seconda apparizione di Robert Vaughn: l'altra è stata nell'episodio della quarta stagione Assassinio a bordo.